# Осовно
Осовно (пол. Osowno) — село в Польщі, у гміні Борки Радинського повіту Люблінського воєводства.
Населення — 448 осіб (2011).

## Демографія
Демографічна структура станом на 31 березня 2011 року:
|          | Загалом | Допрацездатний вік | Працездатний вік | Постпрацездатний вік |
| -------- | ------- | ------------------ | ---------------- | -------------------- |
| Чоловіки | 229     | 43                 | 167              | 19                   |
| Жінки    | 219     | 49                 | 117              | 53                   |
| Разом    | 448     | 92                 | 284              | 72                   |